# 马伦廷
马伦廷是德国梅克伦堡-前波莫瑞州的一个市镇。总面积13.77平方公里，总人口699人，其中男性364人，女性335人（2011年12月31日），人口密度51人/平方公里。